# 徐州观音国际机场
徐州观音国际机场位于江苏省徐州市睢宁县观音镇附近，紧邻104国道，1993年8月始建，并于1997年10月竣工，11月8日正式通航。该机场是中国大陆南北腰部地带的重要民航机场，也是淮海经济区最大的民用航空机场。

## 历史

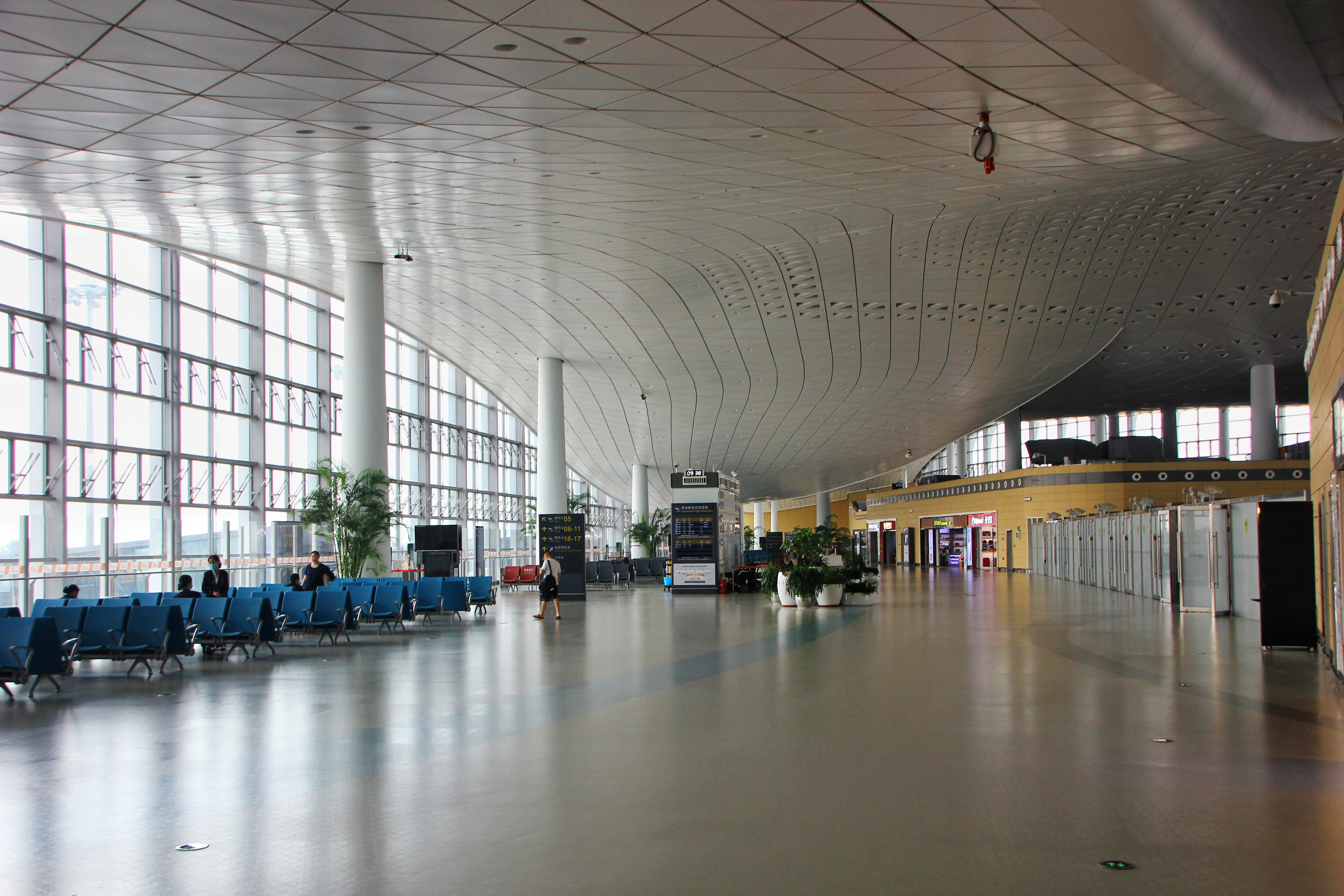
航站楼内部

在观音机场建成前，徐州民用航空曾使用始建于20世纪30年代的徐州大郭庄机场。1993年8月17日，观音机场被国务院、中央军委批准立项，1995年12月开工，1997年11月7日通过验收。
2007年12月，实现了一类口岸临时开放。2009年6月，机场一期改扩建和绿化改造工程开工。
2010年9月26日，通过了国家正式验收，晋升国家级对外开放航空口岸。
2011年，一期改扩建和绿化改造工程完工，机场旅客年吞吐量由100万人次增加到200万人次。改造了候机楼，将机场外雨棚改成玻璃，在原有国内、国际贵宾室各1个基础上新增11个国内贵宾室，值机柜台由7个增加至11个，安检通道新增3条至7条，1条到达行李转盘；原有停机坪西侧新建两个D类停机位，面积约15000平方米，新建登机桥一座，并拓宽改造T2联络道，面积约2500平方米，使之满足E类飞机的训练要求；新建了国际货运处、口岸联检设施；改建了机场宾馆。
2011年3月28日，徐州至台北直飞航线正式开通，由上海航空有限公司执行。
2013年11月22日，徐州观音机场年旅客吞吐量首次突破100万人次大关，成为江苏省继南京、无锡、常州后第4个、全国第58个年旅客吞吐量超过百万的机场。
2014年10月30日，江苏省发展改革委批复徐州观音机场二期扩建工程可行性研究报告。工程按满足2025年旅客吞吐量460万人次、货邮吞吐量5万吨的目标设计，总投资13亿元，建设内容包括：新建约3.4万平方米航站楼，设6座登机桥，楼前设高架桥并扩建站坪；新建一条长3400米的平行滑行道及1条快速出口滑行道和3条垂直联络道；建设飞行区围界、巡场路、给排水、消防救援、供电、业务管理用房等相关设施。
2015年12月31日，经中国民航总局批复，徐州观音机场正式更名为徐州观音国际机场，英文名称为：“XUZHOU GUANYIN INTERNATIONAL AIRPORT"。
2018年6月8日，徐州观音国际机场二号航站楼正式启用。
2022年11月18日，徐州观音国际机场T1航站楼改扩建工程正式开工建设。

## 城市航站楼
为了便于周边城市居民使用徐州观音机场，机场开了城市航站楼，并提供以下服务：
- 机票订购；
- 办理值机手续；
- 搭乘直达班车快速前往机场；
- 查询航班动态；
- 为无陪伴儿童、老人等需要特殊服务的旅客办理服务手续；
- 办理航空货运手续及送取。

| 序号 | 名称           | 开通时间       | 地点                           |
| ---- | -------------- | -------------- | ------------------------------ |
| 1    | 淮北城市候机楼 | 2010年10月29日 | 淮北市古城路69号长途汽车站对面 |
| 2    | 睢宁城市候机楼 | 2011年5月26日  | 睢宁长途汽车站对面             |
| 3    | 枣庄城市候机楼 | 2011年12月29日 | 枣庄市高新区                   |
| 4    | 贾汪城市候机楼 | 2012年6月19日  | 贾汪汽车客运站                 |
| 5    | 高铁城市候机楼 | 2014年3月3日   | 徐州市汽车东站                 |
| 6    | 丰县城市候机楼 | 2014年9月26日  | 丰县汽车客运站                 |
| 7    | 沛县城市候机楼 | 2014年10月31日 | 沛县汽车站                     |

## 空中交通服务通信设施通信频率
塔台：118.25MHz（130.0MHz）

## 航空公司與航點

### 境內航線

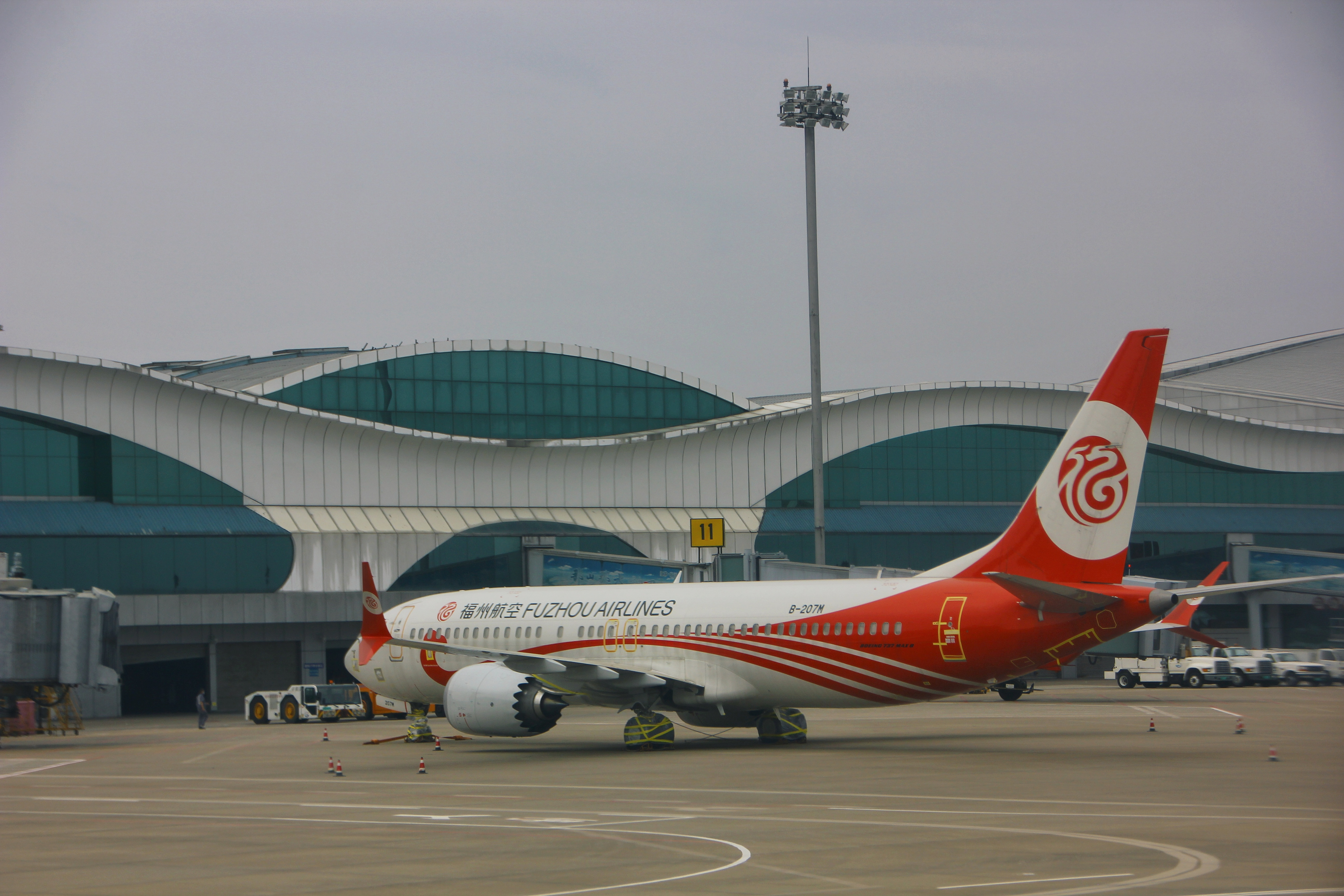
福州航空的波音737 MAX-8存放在徐州观音机场

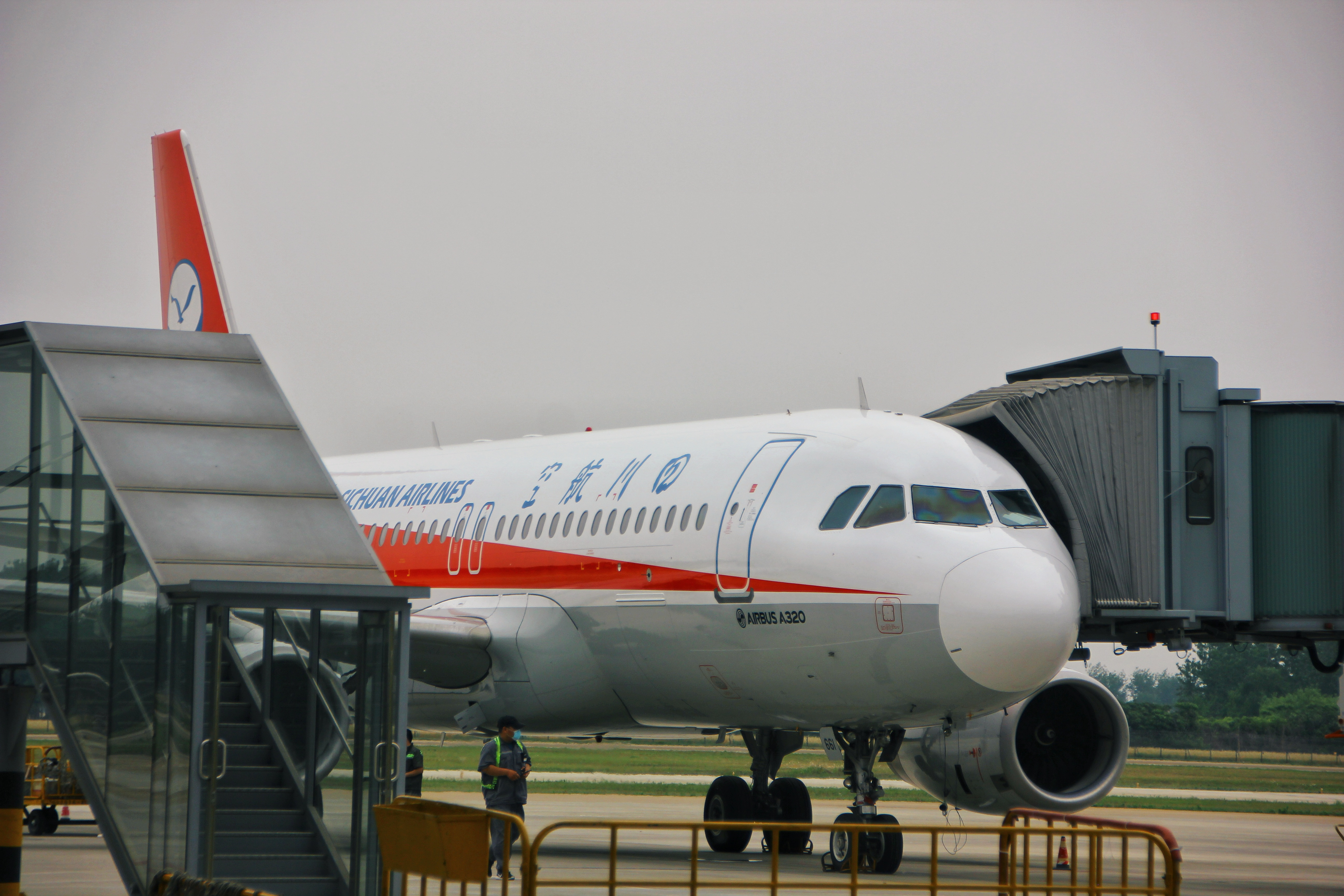
四川航空A320停靠在徐州观音机场

| 航空公司     | 目的地                                                                                      |
| ------------ | ------------------------------------------------------------------------------------------- |
| 桂林航空     | 重庆、福州、南昌、贵阳、桂林、揭阳/潮汕、惠州、绵阳、麗江、瓊海、舟山、西双版纳（經停南昌） |
| 四川航空     | 成都/天府、哈尔滨、沈阳、贵阳、昆明、大连                                                   |
| 中国南方航空 | 广州、成都/双流、银川、大连、厦门                                                           |
| 海南航空     | 哈尔滨、海口、長沙、深圳、泉州                                                              |
| 长龙航空     | 哈尔滨、长春、深圳、大连、珠海                                                              |
| 北部湾航空   | 海口、南宁、長沙、烟台                                                                      |
| 祥鹏航空     | 重庆、贵阳、昆明                                                                            |
| 长安航空     | 西安、溫州                                                                                  |
| 春秋航空     | 石家庄                                                                                      |

### 港澳台/國際航線
| 航空公司     | 目的地                      |
| ------------ | --------------------------- |
| 春秋航空     | 香港（停办）、曼谷/素萬那普 |
| 祥鹏航空     | 大阪/关西                   |
| 大灣區航空   | 香港（2025年8月4日開辦）    |
| 中华航空     | 台北/桃园                   |
| 捷星亞洲航空 | 新加坡（2025年7月31日停辦） |
| 越捷航空     | 芽莊（季節性）              |

## 地面交通
徐州机场距离市区较远，城区可以通过机场大巴、的士、铁路到达。
- 与临近城市开通了机场大巴。平均每天3-4班左右。
- 枣庄（高铁站对面的旅游集散中心一楼）到观音机场，出发时间08：30，12：00和16：00，全程需要2个小时，绝大多数路段是非高速路段。观音机场到枣庄，出发时间12：30，15：10，20：00
- 徐宿淮盐铁路设有观音机场站，距观音机场1.5千米[22]，机场与高铁站间有接驳大巴车运营。

## 外部連結
- 徐州观音机场網頁 （页面存档备份，存于）（简体中文）